# Transfuge
Pour les défecteurs d'un parti, voir Transfuge (politique).
Un transfuge est une personne qui change son allégeance à l'égard d'une nation ou d'une organisation politique, pour une autre. Ce terme est souvent utilisé en anglais comme synonyme de traître, pour désigner la désertion militaire dans les documents liés à des actes de défection ou trahison. Durant la guerre froide, les nombreuses personnes fuyant le bloc de l'Est pour l'Occident (et parfois l'inverse) étaient qualifiées de « défecteurs » plutôt que de déserteurs.

## Description
L'acte de défection est souvent entrepris d'une manière illégale, selon les lois de la nation ou de l'organisation politique que l'individu quitte. En cela, la défection diffère du changement de citoyenneté, qui généralement ne s'oppose aux lois d'aucune nation.
Durant la guerre froide, les nombreuses personnes s'exilant du bloc de l'Est vers l'Occident, mais des citoyens de l'Ouest firent défection à l'Est de la même manière : l'un des cas les plus célèbres est celui de l'espion britannique Kim Philby, qui s'exila en Union soviétique pour éviter les conséquences de la découverte de son rôle de taupe du KGB.
Dans certains cas, un transfuge peut résider dans son ancien pays ou son ancienne organisation politique, travaillant comme un agent ou un agent double.
En sciences humaines et sociales, un transfuge désigne un individu qui est né dans un milieu social et qui adulte vit dans un tout autre milieu social. L'expression « transfuge de classe » est apparue au début du XXe siècle sous la plume d'auteurs politiques, socialistes ou anarchistes. Elle désigne une notion d'usage courant en sociologie, souvent abrégée en « transfuge ». L'expression équivalente « transfuge social », moins fréquente, est aussi utilisée, y compris en dehors de la littérature scientifique (notions liées : prolétarisation, embourgeoisement, déclassement, reclassement, etc.).
Dans le domaine religieux, un transfuge peut désigner une personne qui a abandonné une religion pour se convertir à une autre.

## Transfuges notables

### Militaires
- Guenrikh Liouchkov, chef du NKVD dans l'Extrême-Orient russe, fait défection vers le Mandchoukouo en 1938 pour échapper aux Grandes Purges et coopère ensuite avec l'Armée impériale japonaise.
- No Kum-sok (ensuite Kenneth Rowe), lieutenant de la Force aérienne populaire de Corée durant la guerre de Corée qui a fait défection, vers l'aéroport international de Gimpo en Corée du Sud, avec son MiG-15 intact[3].
- Riad al-Asaad, fondateur de l'Armée syrienne libre durant la guerre civile syrienne.
- Viktor Belenko, un transfuge soviétique, qui passa à l'Ouest aux commandes de son MiG-25 en 1976.
- Larry Allen Abshier, le premier des six soldats américains à faire défection vers la Corée du Nord entre 1962 et 1982.
- Mohamed Lamari, officier déserteur de l'armée française qui rejoint l'Armée de libération nationale avant de devenir chef d'état-major de l'armée nationale populaire.

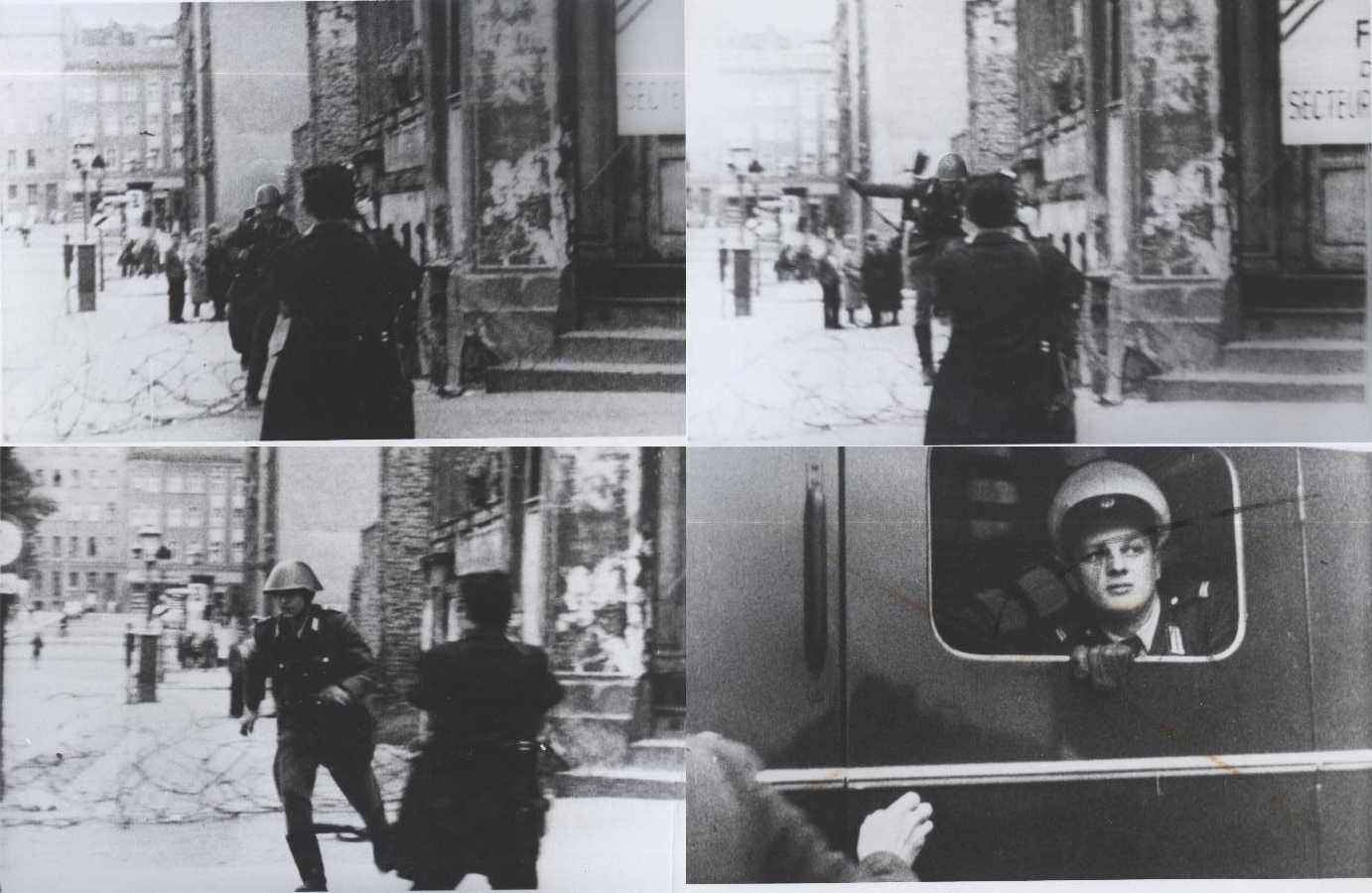
Défection du soldat Conrad Schumann le 15 août 1961 à Berlin

- Ralph Pöhland, un spécialiste du combiné nordique qui passa de la RDA à la RFA en 1968.
- Fritz Schmenkel, soldat de la Wehrmacht qui fit défection à une troupe de partisans sur le front Est.
- Conrad Schumann, soldat en République démocratique allemande qui fit défection le 15 août 1961 au troisième jour de la construction du mur de Berlin.
- Andreï Vlassov, un général soviétique qui rallia la Wehrmacht après sa capture par les Allemands en 1942 et prit la tête d'une unité militaire russe antistalienne.

### Officiers et agents de renseignement
- Igor Gouzenko, fonctionnaire de l'ambassade soviétique d'Ottawa qui fait défection le 5 septembre 1945 en emportant avec lui 109 documents prouvant l'existence de réseaux d'espionnage soviétiques au Canada. Cet événement souvent désigné par l'expression « affaire Gouzenko » est souvent crédité comme un des événements déclencheurs de la guerre froide.
- Glenn Michael Souther‚ un espion et transfuge américain en Union soviétique.
- Youri Bezmenov, journaliste à RIA Novosti et espion soviétique, qui fit défection à l'Ouest en 1970, obtenant ensuite l'asile au Canada.
- Stanislav Lunev, ancien officier soviétique et le plus haut gradé du GRU à avoir jamais fait défection aux États-Unis.

### Dans différentes œuvres
- le personnage Tatiana Romanova dans les œuvres Bons baisers de Russie (roman, film et jeu vidéo) voulant passer du KGB au MI6.